# どんなことでも起こりうる
『どんなことでも起こりうる』（どんなことでもおこりうる）は、日本の音楽ユニット・ウカスカジーの3枚目のオリジナルアルバム。2021年12月1日にトイズファクトリーより発売された。

## 背景
2020年、新型コロナウイルス感染症 (COVID-19) の影響により、6月から予定されていたツアーが発表前に中止が決まる。ウカスカジーは2013年の結成以来毎年ライブ活動を行なっていたが、ここで途切れることとなった。その翌年の2021年8月14日、約2年ぶりとなるライブ『MIFA Football Park 7th anniversary party』を豊洲PITで開催。公演中に本作の発売をサプライズ発表した。

## 制作・音楽性
2019年に配信限定でリリースされたミニアルバム『金色BITTER』の楽曲が7曲全て収録されており、これが初CD化となる。加えて、新曲やカバー曲が収録されている。
本作について、メンバーは「コロナ禍で塞がった気持ちを鼓舞するというか まとわりつく霧のようなものを少しでも晴れさせい! という想いで一生懸命つくりました」「予想出来ないような良くないこともあるけれど、想像を遥かに越えて、素晴らしくハッピーで楽しいこともあるのだと、ウカスカジーとしてはそこに着目したい! 収録曲も演奏も、予想もしてなかったような、こんなことも!? あんなことも!? 起こりうるんだなぁ。と感じた作品となりました」とコメントしている。
『金色BITTER』に続き、全曲SUNNYが編曲を担当。本作のレコーディングの模様は、映像作品『ウカスカジーの夢工場 〜TOUR “アディショナルタイム”〜』に収録されている。
略称は「どんおこ」。

## リリース・プロモーション
通常盤のみの1形態で発売。スリーブケース仕様となっている。先着特典としてステッカーが付属されたほか、アルバムの早期予約購入者にはホールツアー『ウカスカジー TOUR 2021-22 アディショナルタイム』（後述）のチケット応募用のシリアルナンバーが配布された。また、発売と同時にダウンロード配信・サブスクリプション配信も行なわれた。
ミニアルバム『金色BITTER』以来約2年3か月ぶり、オリジナルアルバムとしては『Tシャツと私たち』以来約5年半ぶりのアルバムとなる。
本作のアートディレクターは榮良太が担当。
本作発売前日の11月30日にMIFAの公式YouTubeチャンネルでウカスカジーの2人とバンドアミーゴによるトーク配信が行なわれた。

## ツアー
本作発売発表と同時に、2021年12月3日から翌年1月30日まで10会場11公演に渡るホールツアー『ウカスカジー TOUR 2021-22 アディショナルタイム』の開催が発表された。ウカスカジーとしては約2年ぶりのホールツアーとなり、ツアータイトルに関してGAKU-MCは「タイトルは【アディショナルタイム】。サッカー用語で試合中に、アクシデントが生じた際、中断された分の時間を試合時間に追加するルール。つまり失った2020年を取り戻し、新しい未来へ向けての、　『僕らなりの提示!』そう思っていただければ幸いです」とコメントしている。
本ツアーでは、本作収録曲である「コエノチカラ」「We are not afraid」「青春FOREVER」「DOWN TOWN」「PLEASE SUMMER BREEZE」「言葉」「雪物語」「上を向いて歩こう」「時代」「勝利の笑みを 君と ～日本サッカーのために～」「また会う日まで」「Let's get together ～ウカスカクラスター～」の12曲が披露された。
バンドアミーゴとして、SUNNY（キーボード・コーラス、バンドマスター）、設楽博臣（ギター）、藤谷一郎（ベース）、脇山広介（ドラム）が参加。計6人編成での演奏、パフォーマンスとなった。新型コロナウイルス感染症対策として、観客は歓声禁止および常時マスク着用したうえでの鑑賞となった。
2022年1月12日に開催された東京国際フォーラム ホールA公演の模様は、映像作品『ウカスカジーの夢工場 〜TOUR “アディショナルタイム”〜』に収録されている。

## 収録曲
- 全作詞：ウカスカジー（#3, #6除く） / 全編曲：SUNNY / プロデュース：ウカスカジー

1. コエノチカラ [3:31]
  - 作曲：ウカスカジー & SUNNY

2020年に発売された映像作品『ウカスカジーの大冒険 〜TOUR "WE ARE NOT AFRAID!!"〜』の先着特典として、本楽曲のDemo Ver.の収録されたCDが付属していた[20]。
ウカスカジーの2人とSUNNYが外出自粛期間中にリモートで制作した楽曲[20]。
2020年に開催を予定していたウカスカジーのツアーのタイトルでもあったという[15]。
2021年に開催されたライブ『MIFA Football Park 7th anniversary party』でライブ初披露された[21]。
2. PLEASE SUMMER BREEZE [4:58]
  - 作曲：ウカスカジー & SUNNY

2019年に開催されたライブツアー『ウカスカジー TOUR 2019 WE ARE NOT AFRAID!!』の移動中のキャンピングカーで制作された楽曲[8]。その模様は、映像作品『ウカスカジーの大冒険 〜TOUR "WE ARE NOT AFRAID!!"〜』で観ることが出来る。
『MIFA Football Park 7th anniversary party』で初披露された[21]。
3. DOWN TOWN [3:07]
  - 作詞：伊藤銀次 / 作曲：山下達郎

シュガー・ベイブの楽曲のカバー。
『MIFA Football Park 7th anniversary party』で初披露された[21]。
4. 言葉 [5:08]
  - 作曲：ウカスカジー

配信限定ミニアルバム『金色BITTER』収録曲。
「niko and ...」CMソング[22][23]。
5. 敗戦の夜に [4:43]
  - 作曲：ウカスカジー

配信限定ミニアルバム『金色BITTER』収録曲。
6. 上を向いて歩こう [3:14]
  - 作詞：永六輔 / 作曲：中村八大

坂本九の楽曲のカバー。
2018年に開催されたホールツアー『ウカスカジー TOUR 2018 日本のアンセム』で初披露された。
7. 時代 [5:34]
  - 作曲：ウカスカジー

配信限定ミニアルバム『金色BITTER』収録曲。
8. We are not afraid [3:35]
  - 作曲：ウカスカジー

配信限定ミニアルバム『金色BITTER』収録曲。
9. 青春FOREVER [4:39]
  - 作曲：ウカスカジー & SUNNY

ホールツアー『ウカスカジー TOUR 2021-22 アディショナルタイム』でライブ初披露された[16]。
10. 雪物語 [4:44]
  - 作曲：ウカスカジー

配信限定ミニアルバム『金色BITTER』収録曲。
11. Let's get together 〜ウカスカクラスター〜 [4:44]
  - 作曲：ウカスカジー & SUNNY

ライブツアーを開催する頃にはコロナ禍が収束していることを想定して制作したという[17]。
『ウカスカジー TOUR 2021-22 アディショナルタイム』でライブ初披露された[17]。
12. Hi-Five [4:37]
  - 作曲：ウカスカジー

配信限定ミニアルバム『金色BITTER』収録曲。
13. また会う日まで [4:17]
  - 作曲：ウカスカジー

配信限定ミニアルバム『金色BITTER』収録曲。
14. 勝利の笑みを 君と 〜日本サッカーのために〜 [5:50]
  - 作曲：ウカスカジー

2nd配信限定シングルのアレンジ・バージョン。2022 FIFAワールドカップに向けて新録された[24]。
『MIFA Football Park 7th anniversary party』で初披露された[21]。
発売翌年の2022年、原曲に続き日本サッカー協会公認サッカー日本代表応援ソングに採用された[25]。

## 参加ミュージシャン
- 桜井和寿：Vocal (#1 - #14), Chorus (#1 - #14)
- GAKU-MC：Rap (#1 - #14), Chorus (#1 - #14)
- SUNNY：Keyboards (#1 - #14), Programming (#1 - #14), Chorus (#5, #13)
- 設楽博臣：Electric Guitar (#1 - #7, #9 - #14)
- 沼能友樹：Electric Guitar (#8), Acoustic Guitar (#1, #3 - #8, #11, #13, #14), Banjo (#9)
- 藤谷一郎：Bass (#1, #3 - #5, #7, #9 - #14), Acoustic Bass (#2, #6)
- 山田 "Anthony" サトシ：Bass (#8)
- 脇山広介：Drums (#1 - #7, #9 - #14)
- 中畑大樹：Drums (#8)
- 山本拓夫：Flute (#1)
- 川上鉄平：Trumpet (#4, #11, #14)
- 眉村ちあき：Chorus (#12)

## ライブ映像作品
| 曲名                                       | 作品名                                               |
| ------------------------------------------ | ---------------------------------------------------- |
| コエノチカラ                               | ウカスカジーの夢工場 〜TOUR “アディショナルタイム”〜 |
| PLEASE SUMMER BREEZE                       | ウカスカジーの夢工場 〜TOUR “アディショナルタイム”〜 |
| DOWN TOWN                                  | ウカスカジーの夢工場 〜TOUR “アディショナルタイム”〜 |
| 言葉                                       | →「 金色BITTER#ライブ映像作品 」を参照               |
| 敗戦の夜に                                 | →「 金色BITTER#ライブ映像作品 」を参照               |
| 上を向いて歩こう                           | ウカスカジーの夢工場 〜TOUR “アディショナルタイム”〜 |
| 時代                                       | →「 金色BITTER#ライブ映像作品 」を参照               |
| We are not afraid                          | →「 金色BITTER#ライブ映像作品 」を参照               |
| 青春FOREVER                                | ウカスカジーの夢工場 〜TOUR “アディショナルタイム”〜 |
| 雪物語                                     | →「 金色BITTER#ライブ映像作品 」を参照               |
| Let's get together 〜ウカスカクラスター〜  | ウカスカジーの夢工場 〜TOUR “アディショナルタイム”〜 |
| Hi-Five                                    | →「 金色BITTER#ライブ映像作品 」を参照               |
| また会う日まで                             | →「 金色BITTER#ライブ映像作品 」を参照               |
| 勝利の笑みを 君と 〜日本サッカーのために〜 | ウカスカジーの夢工場 〜TOUR “アディショナルタイム”〜 |